# Étienne Maurice Falconet
Étienne Maurice Falconet (1. prosince 1716 Paříž – 4. ledna 1791 tamtéž) byl francouzský sochař.
Pocházel z chudé rodiny a pracoval původně jako tesař, jeho talentu si však povšiml Jean-Baptiste Lemoyne a učinil ho svým žákem. Roku 1754 byl Falconet přijat do Královské akademie malířství a sochařství a úspěšně vystavoval na Pařížském salonu, ochrannou ruku nad ním držela Madame de Pompadour. Jeho styl se vyznačoval silným emociálním nábojem, vyšel z barokních vlivů a posunul se směrem k rokoku a neoklasicmu, pracoval převážně s mramorem, ale také vytvářel drobné žánrové sošky v porcelánce v Sèvres.
Roku 1766 ho carevna Kateřina II. Veliká pozvala do Ruska. Zde vytvořil Falconet své nejznámější dílo, pomník Petra Velikého na Senátním náměstí v Petrohradu, známý také jako Měděný jezdec podle stejnojmenné poémy Alexandra Sergejeviče Puškina.
Po návratu do Paříže se stal rektorem Akademie, byl také autorem teoretických pojednání o výtvarném umění a spolupracovníkem Diderotovy Encyklopedie, překládal Pliniovo dílo Naturalis historia.
Jeho syn Pierre-Étienne Falconet byl malířem, sochařství se věnovala také snacha Marie-Anne Collotová.

## Tvorba

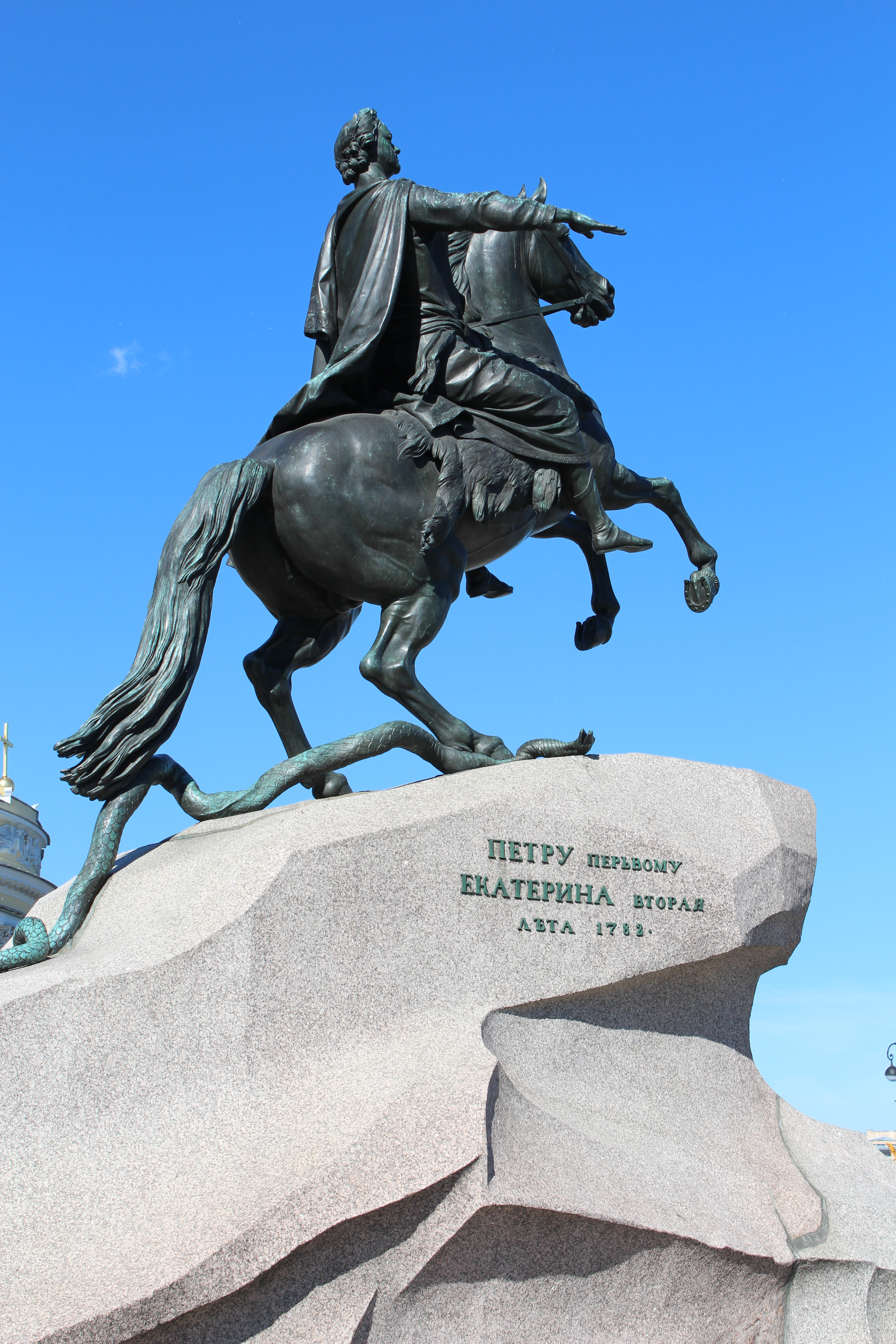
Měděný jezdec
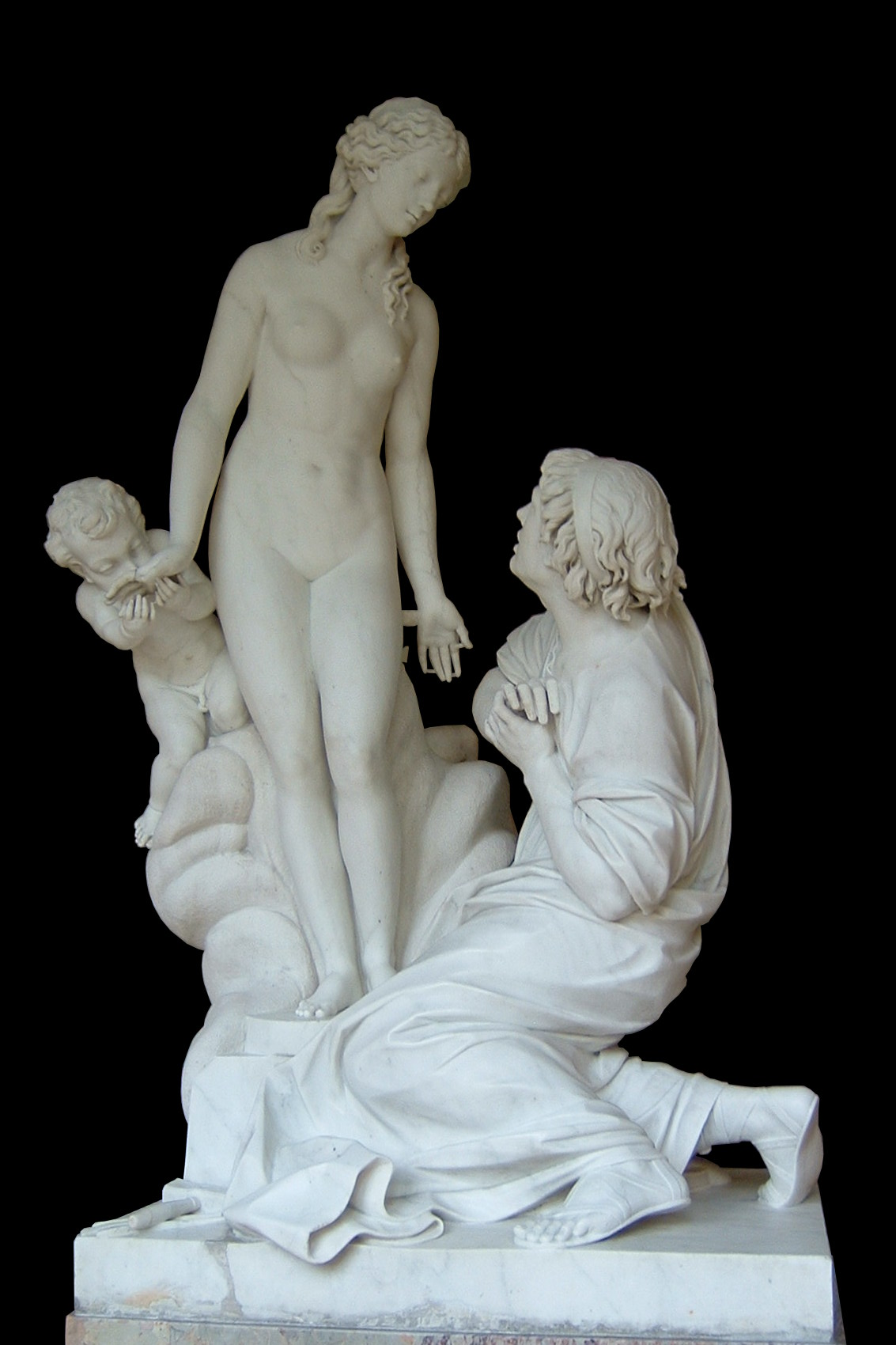
Pygmalión a Galatea
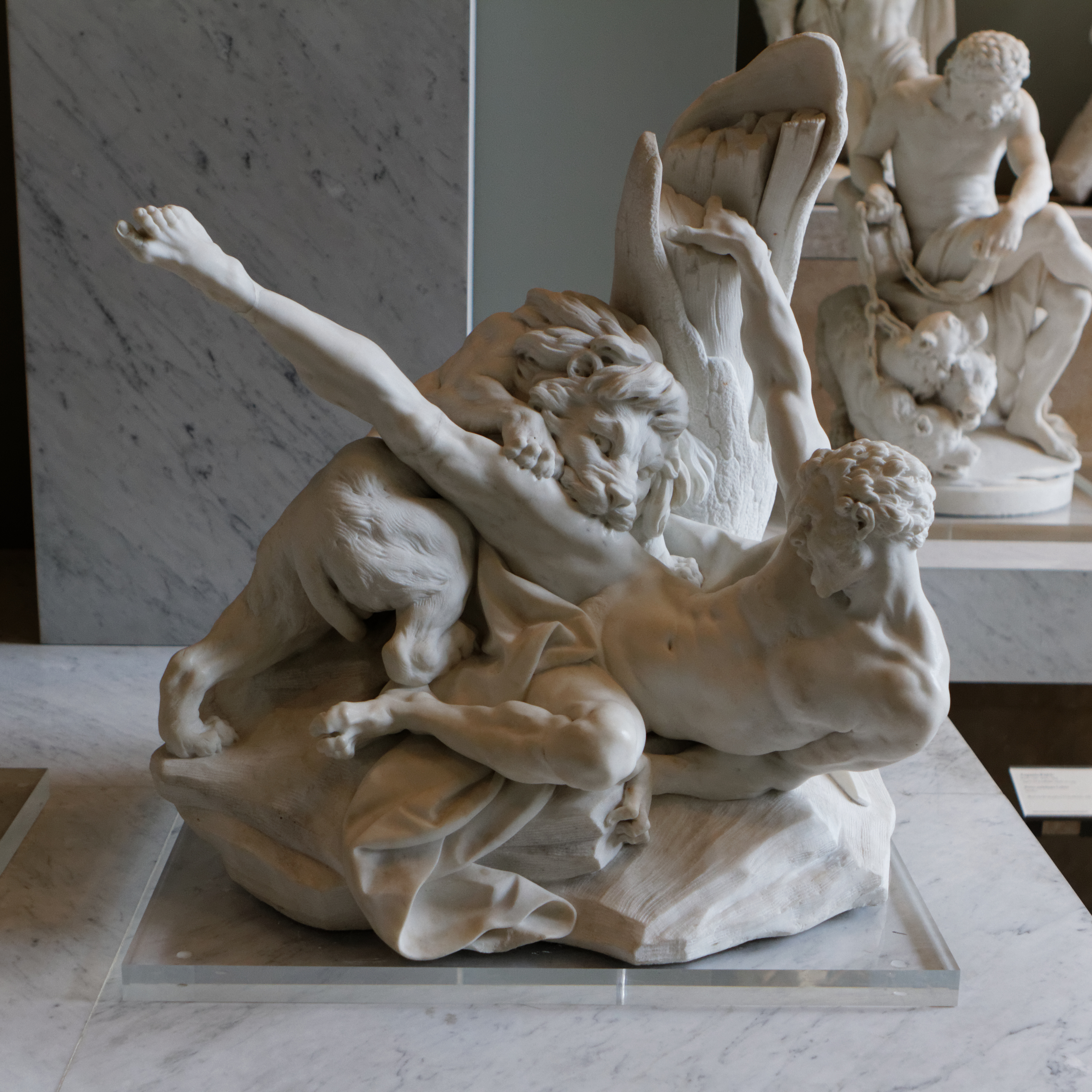
Milón z Krotónu
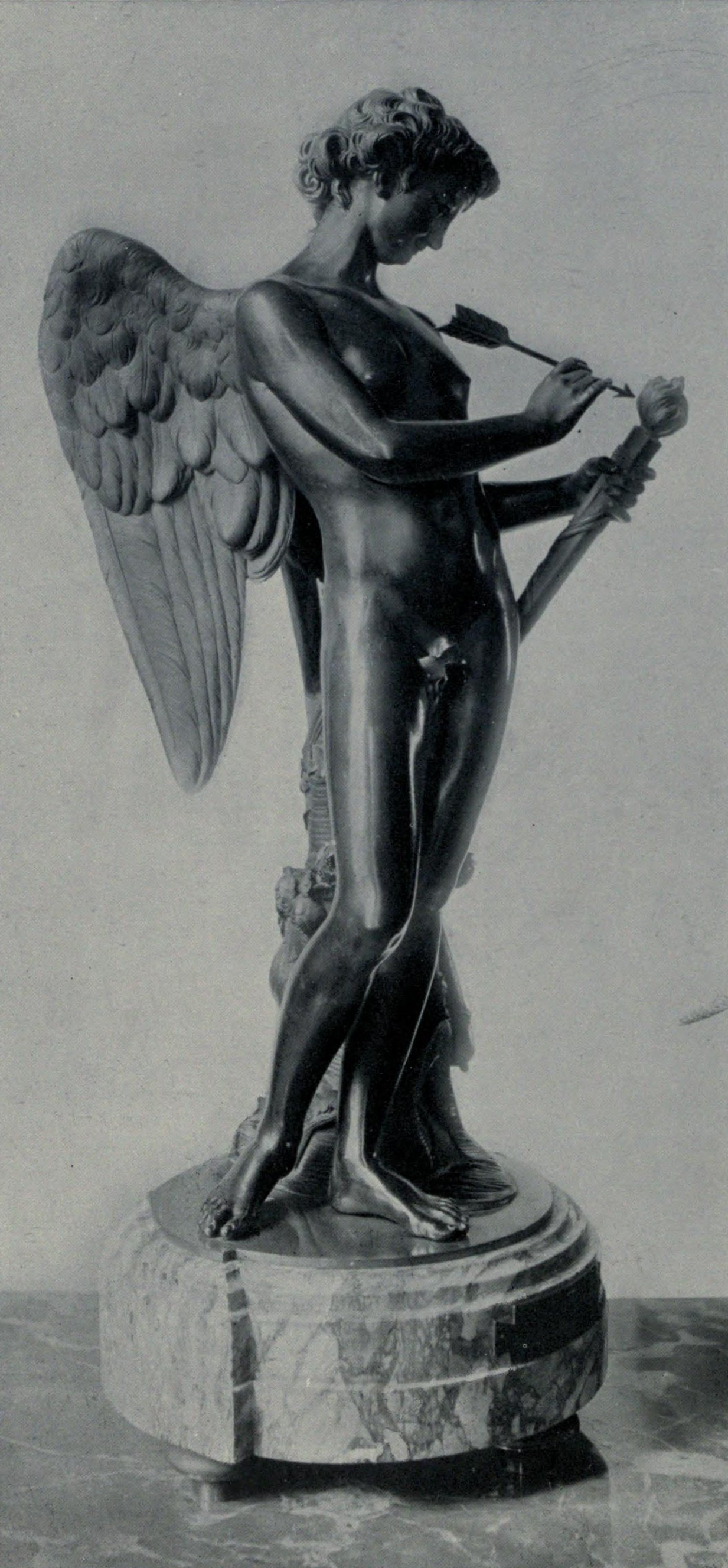
Amor